# Зубі (Ахалхібула)
Зубі (груз. ზუბი) — село в Грузії.
За даними перепису населення 2014 року в селі проживає 640 особи.